# His Majesty's Inspectorate of Constabulary and Fire & Rescue Services
L'His Majesty's Inspectorate of Constabulary and Fire & Rescue Services (HMICFRS-Ispettorato della polizia di Sua Maestà e dei servizi antincendio e di soccorso), ex Her Majesty's Inspectorate of Constabulary (HMIC), ha la responsabilità statutaria dell'ispezione delle forze di polizia e, da luglio 2017, dei servizi antincendio e di soccorso di Inghilterra e Galles. L'HMICFRS è diretto dallo Chief Inspector of Constabulary and Chief Inspector of Fire & Rescue Services. Ha assunto le responsabilità dell'His Majesty's Chief Inspector of Fire Services.
Possono inoltre essere effettuate ispezioni, solo su invito e su base non regolamentare, sul Police Service of Northern Ireland e la Isle of Man Constabulary.

## Inghilterra e Galles
In Inghilterra e Galles, l'HMICFRS è responsabile davanti al Parlamento del Regno Unito. I primi ispettori furono nominati ai sensi del County and Borough Police Act 1856; le attuali funzioni statutarie sono contenute nella Police Act 1996 e nella legislazione correlata. Tuttavia, le principali funzioni statutarie dell'HMICFRS sono rimaste invariate dalla sua istituzione nel 1856: valutare e riferire sull'efficienza e l'efficacia delle forze di polizia in Inghilterra e Galles. Nel luglio 2017, il suo mandato è stato ampliato per includere la responsabilità di valutare e riferire sull'efficienza, l'efficacia e la leadership dei 45 servizi antincendio e di soccorso in Inghilterra.
L'ispettorato riferisce sulle attività delle forze territoriali di Inghilterra e Galles e altri organismi coinvolti nell'applicazione della legge, come la British Transport Police, la Civil Nuclear Constabulary, l'HM Revenue and Customs e la National Crime Agency.
Il report è stato effettuato anche su base volontaria per lo Special Investigation Branch (SIB) della Royal Military Police.
In quanto autorità pubblica, l'HMICFRS è suscettibile di revisione giudiziaria.
L'HM Chief Inspector of Constabulary tra il 2009 e il 2012 è stato l'ex capo della Surrey Police, Sir Denis O'Connor. Nel giugno 2012, l'avvocato ed ex regolatore ferroviario Tom Winsor è stato nominato per succedere a Sir Denis. La sua nomina è stata approvata nell'agosto 2012 ed è entrato in carica il 1º ottobre 2012. Winsor è il primo ispettore capo ad essere nominato al di fuori del servizio di polizia.
Oltre all'ispettore capo della polizia, ci sono cinque ispettori della polizia: Phil Gormley QPM (ex Chief Constable della Norfolk Constabulary e della Police Scotland); Zoe Billingham (ex alto funzionario dell'Ufficio di gabinetto); Matthew Parr CB (ex contrammiraglio della Royal Navy); Drusilla Sharpling (ex procuratore capo della corona di Londra) e Wendy Williams (ex procuratore capo della corona del CPS Direct).

## Irlanda del Nord
Le ispezioni del Police Service of Northern Ireland (PSNI) sono state fatte su invito su base non regolamentare. La Police (Northern Ireland) Act 1998 consente all'HMIC di eseguire ispezioni e valutazioni di servizi o progetti su indicazione del Segretario di Stato per l'Irlanda del Nord. Su richiesta del Chief constable del PSNI, nel 2013 l'Ispettorato ha pubblicato un rapporto dell'Historical Enquiries Team dell'Irlanda del Nord.

## Ispettori capo
Il primo ispettore capo è stato nominato nel 1962.
- Sir William Johnson, 1962-1963
- Sir Edward Dodd, 1963-1966
- Colonel Sir Eric St Johnston, 1967-1970
- Sir John McKay, 1970-1972
- Sir John Hill, 1972-1975
- Sir James Haughton, 1976-1977
- Sir Colin Woods, 1977-1979
- Sir James Crane, 1979-1982
- Sir Lawrence Byford, 1983-1987
- Sir Richard Barrett, 1987-1990
- Sir John Woodcock, 1990-1993
- Sir Trefor Morris, 1993-1996
- Sir David O'Dowd, 1996-2001
- Sir Keith Povey 2002-2005
- Sir Ronnie Flanagan, 2005-2009
- Sir Denis O'Connor, 2009-2012
- Sir Thomas Winsor, 2012-